# یادمان یهودیان به قتل رسیده اروپا
یادمان یهودیان به قتل رسیده اروپا (آلمانی: Denkmal für die ermordeten Juden Europas) نام یادمانی در برلین است که به یادبود یهودیان قربانی هولوکاست ساخته شده‌است. طراحی آن توسط پیتر آیزنمن و برو هاپولد انجام شده‌است. این یادمان یک محل ۱.۹ هکتاری است که ۲٬۷۱۱ سنگ یادبود (یا ستون) بتنی در آن به شکل شطرنجی گزارده شده‌است. این ستون‌ها ۲.۳۸ متر درازا، ۰.۹۵ متر عرض دارند و ارتفاعشان بین ۰.۲ تا ۴.۷ متر متغیر است.
کار روی ساختن این یادمان در ۱ آوریل ۲۰۰۳ شروع و در ۱۵ دسامبر ۲۰۰۴ به اتمام رسید و در ۱۰ مه ۲۰۰۵، شصتمین سالگرد اتمام جنگ جهانی دوم برای عموم باز گردید. یادمان در جنوب دروازه براندنبورگ و در محله میته، برلین قرار دارد.